# Max Engelhard
Max Engelhard (* 24. Dezember 1877 in Frankfurt am Main; † 28. November 1940 ebenda) war ein deutscher Sportfunktionär, internationaler Eiskunstlaufpreisrichter, Vizepräsident des Deutschen Eislauf-Verbandes (DEU) und Unternehmer.
Max Engelhard war der Sohn von Karl Philipp Engelhard und dessen Ehefrau Marianne, geb. Rumpf, eine der Töchter des Kunstmalers Philipp Rumpf, dem Mitbegründer der Kronberger Malerschule. 
Max Engelhard studierte Pharmazie und Chemie in Genf, Leipzig und Heidelberg und wurde 1914 in München promoviert. Er war Teilhaber und Geschäftsführer der Fabrik Pharmazeutischer Präparate Karl Engelhard, Frankfurt am Main. Im Ersten Weltkrieg war er von 1914 bis 1918 Offizier der Feldartillerie.
Max Engelhard betrieb in seiner Jugend Sport: Leichtathletik, Rugby, Tennis, Rudern, Reiten, Eislauf, Eisstockschießen und Eishockey. Die Eissportarten betrieb er zusammen mit seiner Frau und den beiden Kindern.
Ab 1911 war er Sportfunktionär und Mäzen. Von 1912 bis 1914 leitete er den Münchener Eislauf Verein. Er war ab 1912 außerdem Eiskunstlaufpreisrichter. 1920 war Max Engelhard Mitbegründer des Sportclubs Riessersee. Ab 1921 gehörte er dem Vorstand des Deutschen Eislauf-Verbandes an, zunächst als Beisitzer, später als Mitglied der Kunstlauf-Kommission und viele Jahre als 2. Vorsitzender des Verbandes. 1922 wurde er internationaler Preisrichter, 1925 internationaler Meisterschaftspreisrichter. 1929 wurde er Ehrenmitglied des Deutschen Eislauf-Verbandes. Ab 1933 war er persönliches Mitglied des Deutschen Reichsausschusses für Leibesübungen. Max Engelhard unterstützte das Paar Maxi Herber und Ernst Baier, lange bevor diese zu Meisterehren kamen.
Max Engelhard leitete die Organisation und Durchführung vieler Eissportwettbewerbe, so zum Beispiel die Europameisterschaften im Eiskunstlauf 1925 in Triberg, die Europameisterschaften im Eiskunstlauf 1936 in Berlin sowie mehrere Deutsche Meisterschaften im Eiskunstlauf, Eisschnelllauf, Eishockey, Eisschießen, Rollschnelllauf und Rollkunstlauf. 1933 wurde er vom Sportminister Dr. Ritter vom Halt beauftragt, alle Wettbewerbe auf dem Eis für die Olympiade in Garmisch vorzubereiten, zu organisieren und durchzuführen. Er war somit Mitglied des Organisationskomitees für die IV. Olympischen Winterspiele 1936 in Garmisch-Partenkirchen.
Am 18. Dezember 1937 trat er von allen seinen Ämtern aus gesundheitlichen Gründen zurück.
Max Engelhard starb am 28. November 1940 an Krebs und wurde in Frankfurt am Main beigesetzt. 